# Deschampsia klossii
Espèce
Deschampsia klossii est une espèce végétale de la famille des Poaceae.
On trouve cette graminée en Asie tropicale et sur les îles du sud et centre Pacifique, notamment en Nouvelle-Guinée. Elle atteint entre 50 et 120 cm de hauteur.